# إلياس أنطون إلياس
إلياس بن أنطون بن إلياس (1877 في دمنهور - 7 أبريل 1952 في القاهرة) هو مؤلفٌ مصري من أصل لبناني.

## حياته
ينتمي إلياس إلى عائلة لبنانية الأصل، حيث كان قد استقر جده في دمياط، وولد إلياس في عام 1877 بدمنهور، وتولّى أعمالًا في السودان ثم أنشأ المطبعة العصرية في القاهرة، ونشر مجموعة من كتب المعاصرين. ثم استمر في جهده ووضع القاموس العصري عام 1913، وأصدره على نسختين، عربي-إنجليزي وإنجليزي-عربي سنة 1922م. له أيضًا «أحاديث روسية» اقتبسه من كتاب لإيفان كريلوف الروسي. تُوفي في 7 أبريل 1952 بالقاهرة.
خلفهُ في أعماله ابنه إدوار إلياس إلياس، حيث ألّف عددًا من الكتب، وأصدر نسخةً جديدةً من القاموس العصري عام 1979.

## معرض الصور

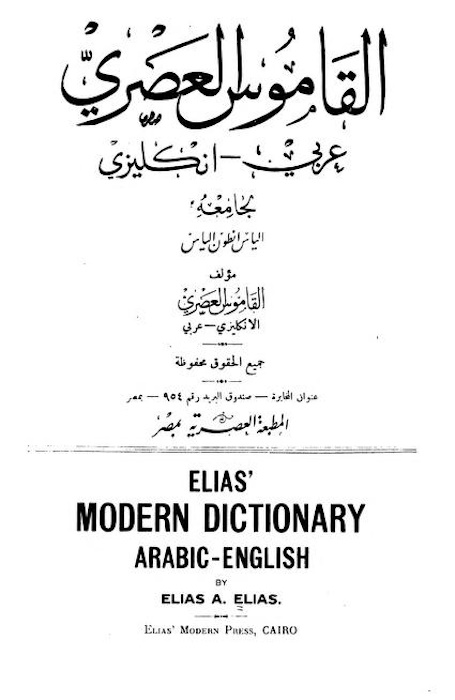
غلاف الطبعة الثانية من المعجم: العربي الإنكليزي، صدرت سنة 1922م
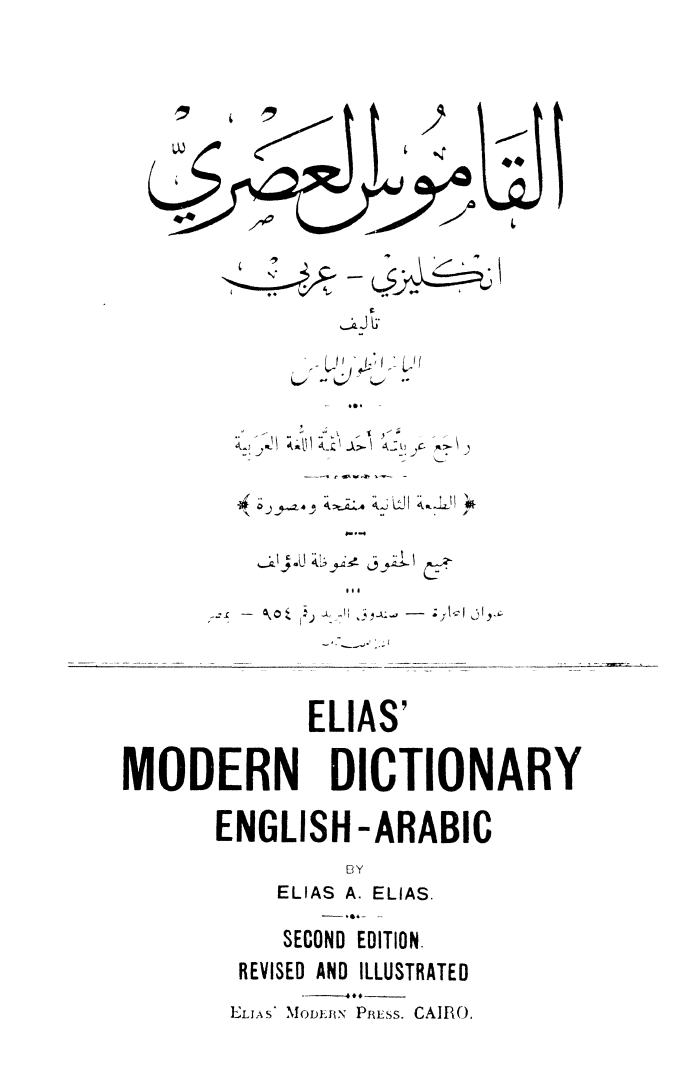
غلاف الطبعة الثانية من المعجم: الإنكليزي العربي، صدرت سنة 1922م
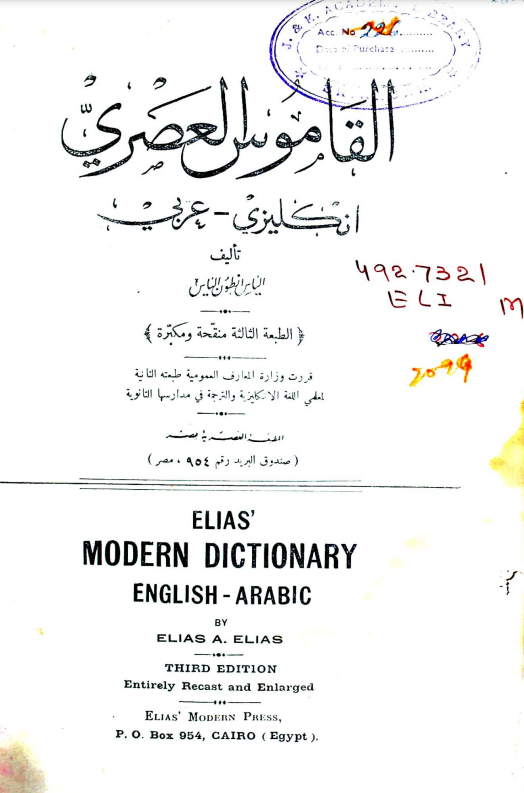
غلاف الطبعة الثالثة من المعجم: الإنكليزي العربي، صدرت سنة 1929م